# Travis Tomko
Travis David Tomko (Jacksonville (Florida), 23 maart 1976) is een Amerikaans professioneel worstelaar. Tomko is bekend van de World Wrestling Entertainment (WWE) als Tyson Tomko en Total Nonstop Action Wrestling (TNA).

## In worstelen
- Finishers
  - Backbreaker rack dropped into a neckbreaker
  - Running arched big boot - WWE, soms in TNA
  - Two–handed chokeslam

- Signature moves
  - Overhead shoulderbreaker
  - Rolling cutter
  - Running powerslam
  - Senton bomb – NJPW
  - Spinebuster
  - Spinning side slam
  - Standing or a running clothesline

- Managers
  - Christian Cage
  - Trish Stratus
  - Synn
  - Tim Rice
  - Kurt Angle
  - Karen Angle

- Worstelaars managed
  - Christian Cage
  - Trish Stratus
  - Gail Kim
  - Kurt Angle

- Bijnamen
  - "The Problem Solver"
  - "The Insurance Policy"

## Kampioenschappen en prestaties
- New Japan Pro Wrestling

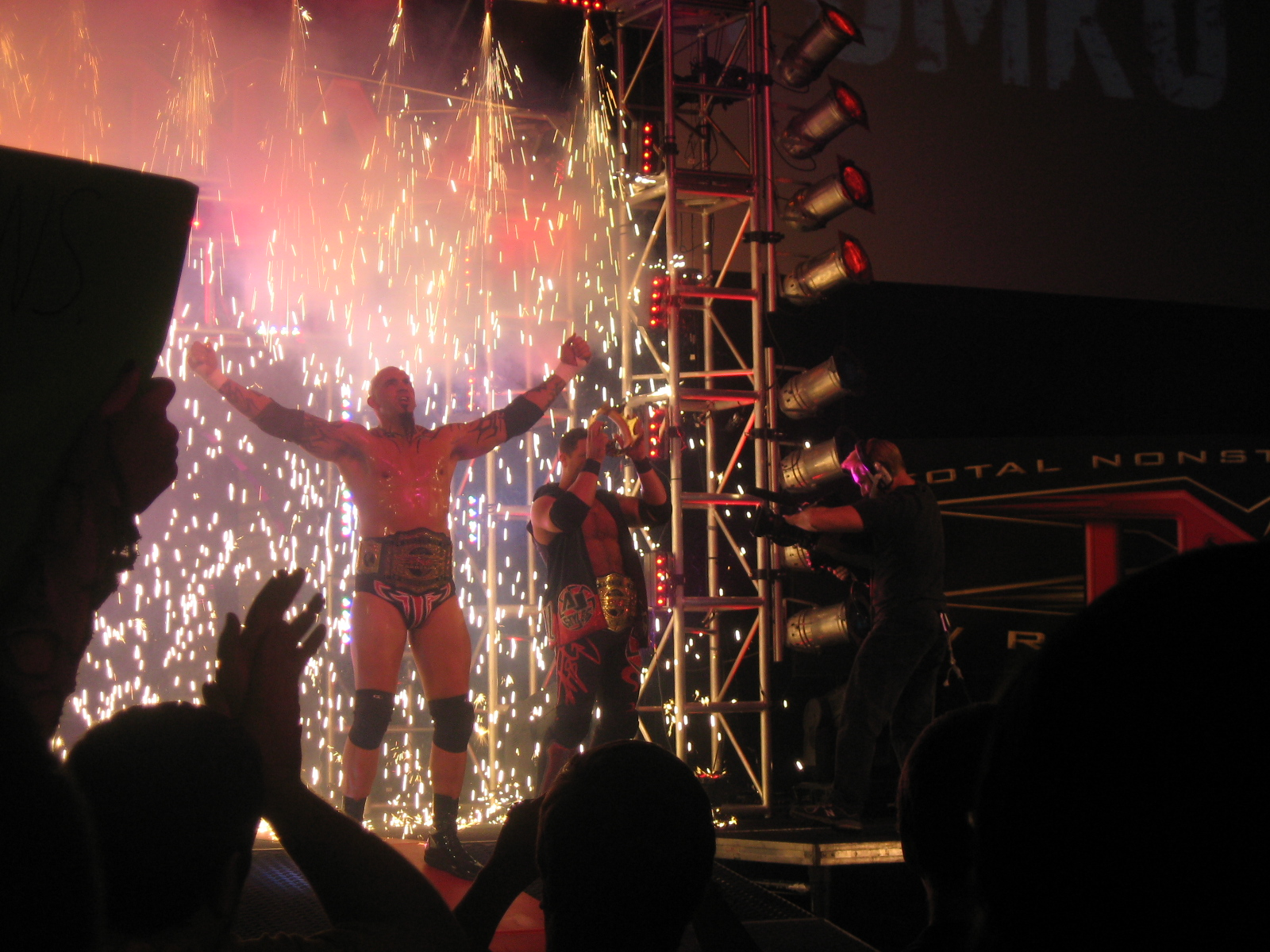
Tomko en A.J. Styles als TNA World Tag Team Champions

  - IWGP Tag Team Championship (1 keer met Giant Bernard)
  - G1 Climax Tag League (2007) met Giant Bernard

- Ohio Valley Wrestling
  - OVW Southern Tag Team Championship (1 keer met Seven)

- Total Nonstop Action Wrestling
  - TNA World Tag Team Championship (1 keer met A.J. Styles)

- Wrestling Observer Newsletter awards
  - Worst Worked Match of the Year (2004) vs. Stevie Richards op Unforgiven (2004)